# 克拉斯诺列琴卡农村居民点
克拉斯诺列琴卡农村居民点（俄语：Краснореченское сельское поселение）是俄罗斯联邦沃罗涅日州格里巴诺夫斯基区所属的一个农村居民点。其下辖有1个居民点，行政中心为克拉斯诺列琴卡。据2016年统计，该农村居民点的人口为310人。